# Mortsel
Mortsel este un oraș din regiunea Flandra din Belgia. Suprafața totală este de 7,78 km². La 1 ianuarie 2008 comuna avea o populație totală de 24.421 locuitori. 
Mortsel se învecinează cu comunele Antwerpen (districtele Wilrijk, Berchem și Deurne), Borsbeek, Boechout, Hove și Edegem.

## Personalități născute aici
- Eric Walter Elst (1936 – 2022), astronom.

1. ↑  Totale oppervlakte volgens het Kadasterregister, België, gewesten en provincies (în neerlandeză), Algemene Directie Statistiek[*]